# Un bel dì, vedremo

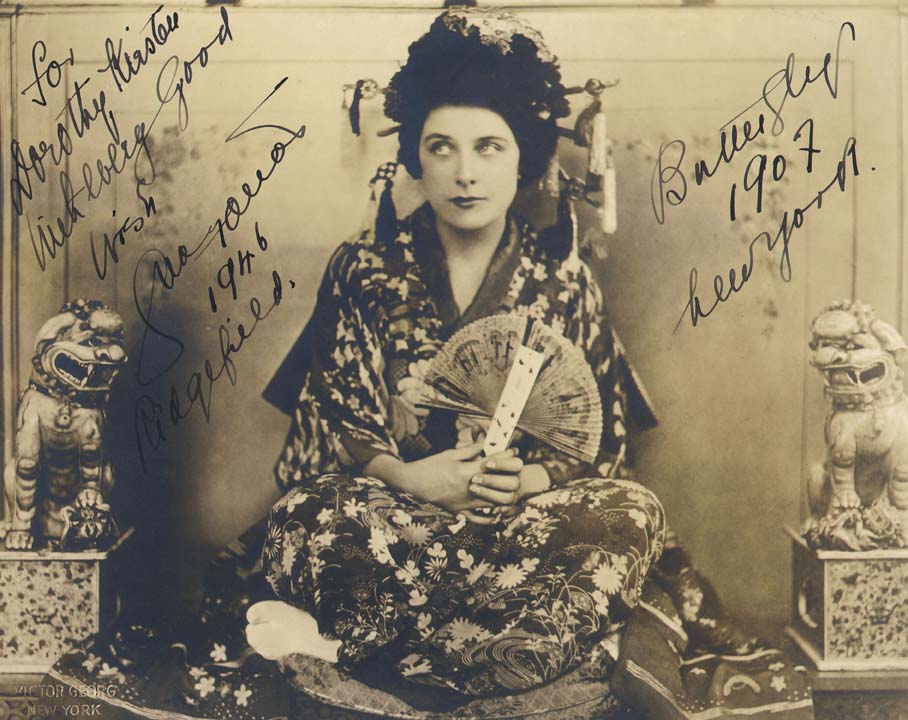
Geraldine Farrar como Cio-Cio-San

"Un bel dì vedremo" es un aria de la ópera "Madama Butterfly" de Giacomo Puccini. 
Es el aria más famosa de la ópera, en ella Butterfly ("Cio-Cio-San") le expresa a su criada Suzuki la esperanza de que su marido, el teniente de la marina Benjamin Franklin Pinkerton regrese junto a ella.
Es una de las arias más conmovedoras de la literatura operística.

## Letra y traducción
| Original en Italiano Un bel dì, vedremo Levarsi un fil di fumo Sull'estremo confin del mare E poi la nave appare Poi la nave bianca Entra nel porto, romba il suo saluto. Vedi? Egli è venuto! Io non gli scendo incontro, io no. Mi metto là sul ciglio del colle E aspetto, e aspetto gran tempo E non mi pesa la lunga attesa. E uscito dalla folla cittadina Un uomo, un picciol punto S'avvia per la collina. Chi sarà? Chi sarà? E come sarà giunto Che dirà? Che dirà? Chiamerà Butterfly dalla lontana Io senza dar risposta Me ne starò nascosta Un po' per celia, E un po' per non morire Al primo incontro, Ed egli al quanto in pena Chiamerà, chiamerà : «Piccina, mogliettina, olezzo di verbena» I nomi che mi dava al suo venire. Tutto questo avverrà, te lo prometto Tienti la tua paura! Io con sicura fede. L'aspetto. | Traducción al español Un bello día veremos levantarse un hilo de humo en el extremo confín del mar. Y después aparece la nave. la nave es blanca. Entra en el puerto, truena su saludo. ¿Ves? ¡Ya ha llegado! Yo no voy a su encuentro, yo no. Me iré a la cima de la colina, y esperaré y espero, mucho tiempo. Pero la larga espera no me pesa Y, salido de entre la multitud de la ciudad, un hombre, un pequeño punto, sube por la colina. ¿Quién será?, ¿quién será? Y cuando esté aquí, ¿qué dirá?, ¿qué dirá? Llamará: - Butterfly- desde la distancia; yo sin responder. Estaré escondida. Un poco por broma, y un poco, por no morir nada más vernos. Y él, el apenado, llamará, llamará; “Mujercita, fragancia de verbena”, los nombres que solía llamarme, al llegar a mí. Todo esto sucederá, te lo prometo. Ahuyenta tus temores, ¡Yo con segura fe,... Lo espero! |

## Intérpretes
Las sopranos más famosas que han interpretado esta aria han sido Claudia Muzio, Maria Callas, Renata Scotto, Victoria de los Ángeles, Regine Crespin, Renata Tebaldi, Leontyne Price, Montserrat Caballé, Mirella Freni, entre otras. 
Actualmente, esta aria es cantada por Angela Gheorghiu, Anna Netrebko, Renée Fleming, Kiri Te Kanawa, Patricia Racette y Ying Huang entre otras.